# Teshikaga
Teshikaga (弟子屈町?) è una cittadina giapponese della prefettura di Hokkaidō.

## Gallery

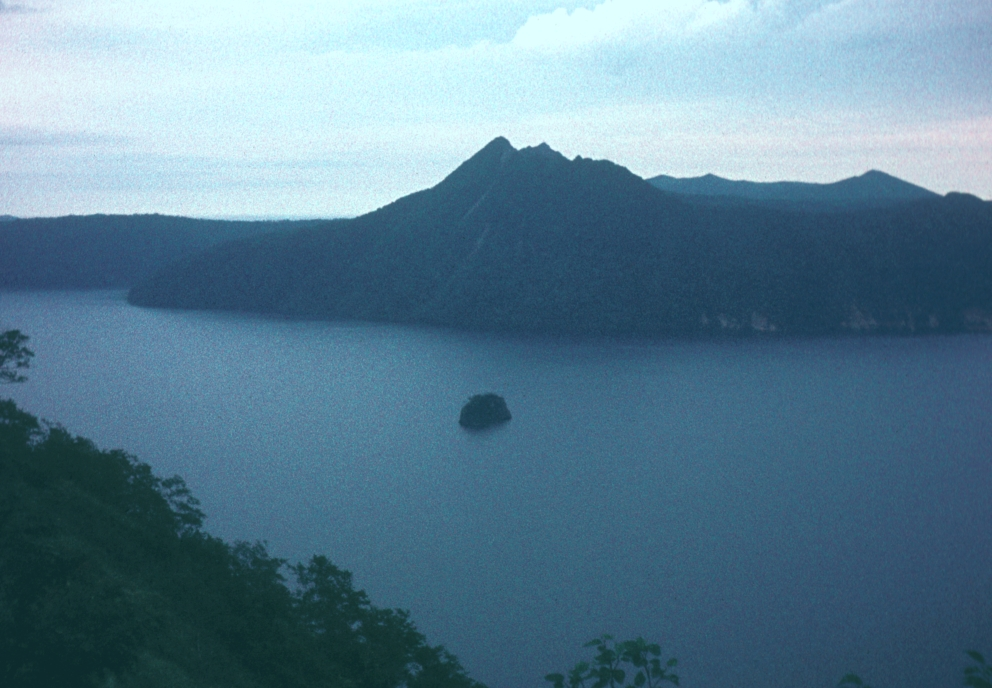
Lago Mashū
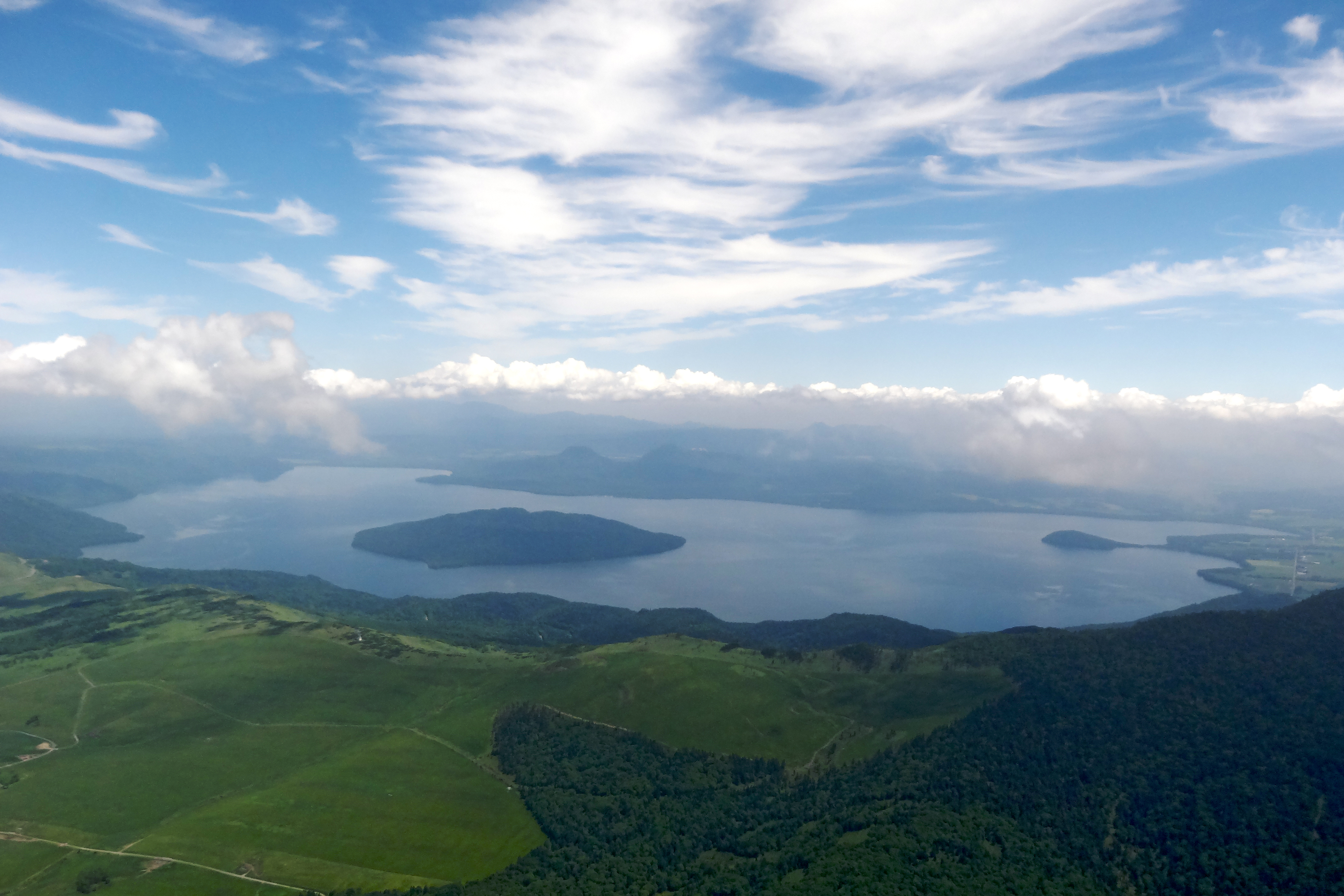
Lago Kussharo